# Male (kværne)
 For alternative betydninger, se Male. (Se også artikler, som begynder med Male)
Male (kværne), var på oldnordisk "mala". Male kan her betyde knuse, f.eks. male korn til mel eller male bønner til kaffe i en kværn. Der er også et gammelt ordsprog der siger: Den der kommer først til mølle, får først malet.